# Kombinationserbjudande
Ett kombinationserbjudande är ett erbjudande då man som kund erbjuds att köpa ett flertal varor eller tjänster till ett paketpris.
Det finns olika slag av kombinationserbjudanden. Ett paketerbjudande innebär att man erbjuds två eller flera av samma eller likvärdiga varor till ett gemensamt pris, till exempel tre skjortor till priset av två.
Ett annat slag är tilläggserbjudande då man erbjuds köpa en annan vara särskilt förmånligt om man köper båda, till exempel en slips om man köper en skjorta.
Regler för kombinationserbjudanden finns i marknadsföringslagen och vissa kombinationserbjudanden är inte tillåtna.